# Final de Ascenso 2014-15
La Final de Ascenso 2014-15 fue una llave de definición en la cual se enfrentó el campeón del Torneo Apertura 2014: Necaxa, contra el campeón del Torneo Clausura 2015: Dorados de Sinaloa, disputándose en partidos de ida y vuelta, para determinar al equipo que ascendería a la Liga Bancomer MX.

## Sistema de competición
Disputarán el ascenso a la Liga Bancomer MX los campeones de los Torneos Apertura 2014 y Clausura 2015. El Club con mayor número de puntos en la Tabla general de clasificación de la Temporada 2014-2015, (tabla que suma los puntos obtenidos por los Clubes participantes durante ambos Torneos) y tomando en cuenta los criterios de desempate establecidos en el reglamento de competencia, será el que juegue como local el partido de vuelta, eligiendo el horario del mismo y debiéndose jugar obligatoriamente en sábado y sábado.
El Club vencedor de la Final de Ascenso a la Liga Bancomer MX será aquel que en los dos partidos anote el mayor número de goles, criterio conocido como marcador global. Si al término del tiempo reglamentario el partido está empatado, se agregarán dos tiempos extras de 15 minutos cada uno. De persistir el empate en estos periodos, se procederá a lanzar tiros penales, hasta que resulte un vencedor.
Si el Club vencedor es el mismo en los dos Torneos, se producirá el ascenso automáticamente.

## Información de los equipos
| Equipo  | Entrenador     | Estadio  | Ciudad                         | Patrocinador   | Kit    |
| ------- | -------------- | -------- | ------------------------------ | -------------- | ------ |
| Necaxa  | Miguel Fuentes | Victoria | Aguascalientes, Aguascalientes | ETN            | Umbro  |
| Dorados | Carlos Bustos  | Banorte  | Culiacán, Sinaloa              | Grupo Caliente | Silver |

## Partidos

### Necaxa-Dorados
| 16 de mayo de 2015, 20:00 (19:00 HL) | Dorados      | 1:1 (1:0) | Necaxa    | Estadio Banorte, Culiacán, Sinaloa   |                                      |
|                                      | Enríquez 40' |           | Rojas 55' | Árbitro(s): Fernando Hernández Gómez | Árbitro(s): Fernando Hernández Gómez |

| 23 de mayo de 2015, 19:00                 | Necaxa | 0:2 (0:0) | Dorados          | Estadio Victoria, Aguascalientes, Aguascalientes                     |                                                                      |
|                                           |        |           | Enríquez 77' 81' | Asistencia: 23,831 espectadores Árbitro(s): Marco Antonio Ortiz Nava | Asistencia: 23,831 espectadores Árbitro(s): Marco Antonio Ortiz Nava |
| Dorados Campeón de Ascenso 2014-15 (3:1). |        |           |                  |                                                                      |                                                                      |

#### Final - Ida
| 52    | POR   | Alfredo Frausto    |     |
| 44    | DEF   | Alejandro Molina   |     |
| 43    | DEF   | Jonathan Lacerda   |     |
| 69    | DEF   | Uriel Álvarez      |     |
| 57    | DEF   | Heriberto Pinto    |     |
| 58    | MED   | Rodrigo Prieta     |     |
| 64    | MED   | Diego Mejía        |     |
| 72    | MED   | Segundo Castillo   |     |
| 70    | MED   | Jesús Javier Gómez | 81' |
| 55    | DEL   | Raúl Enríquez      |     |
| 46    | DEL   | Vinicio Angulo     | 74' |
| D. T. | D. T. | Carlos Bustos      |     |

| 21    | POR   | Jesús Gallardo          |     |
| 18    | DEF   | Luis Felipe Gallegos    |     |
| 4     | DEF   | Luis Padilla            |     |
| 3     | DEF   | Daniel Cervantes        |     |
| 12    | DEF   | Carlos Ramos            |     |
| 23    | MED   | Joaquín Martínez        |     |
| 15    | MED   | Jorge Sánchez           |     |
| 7     | MED   | Michel García           | 84' |
| 8     | MED   | Luis Ernesto Pérez      |     |
| 19    | DEL   | Luis Gorocito           | 77' |
| 9     | DEL   | Roger Rojas             | 72' |
| D. T. | D. T. | Miguel de Jesús Fuentes |     |

| 68 | Delantero | Christian López | 74' |
| 56 | Defensa   | Guillermo Rojas | 81' |

| 11 | Centrocampista | Jesús Isijara      | 72' |
| 10 | Delantero      | Víctor Hugo Lojero | 77' |
| 2  | Defensa        | Abraham Riestra    | 84' |

| 40' · | Raúl Enríquez | 1:0 |

| 55' · | Roger Rojas | 1:1 |

| 30' · | Segundo Castillo |

| 39' · 76' | Daniel Cervantes Luis Felipe Gallegos |

| Principal  | Fernando Hernández Gómez       |
| Asistentes | Jose de Jesus Baños Caballero  |
|            | Jorge Gerardo Dávila Cervantes |
| Cuarto     | Jonathan Hernández Juárez      |

|                    |     |     |
| Tiros              | 9   | 3   |
| Tiros a puerta     | 5   | 0   |
| Faltas             | 19  | 18  |
| Saques de esquina  | 13  | 6   |
| Penaltis           | 0   | 0   |
| Fueras de juego    | 1   | 0   |
| Posesión del balón | 64% | 36% |

| Alineación inicial |

| 52    | POR   | Alfredo Frausto    |     |
| 44    | DEF   | Alejandro Molina   |     |
| 43    | DEF   | Jonathan Lacerda   |     |
| 69    | DEF   | Uriel Álvarez      |     |
| 57    | DEF   | Heriberto Pinto    |     |
| 58    | MED   | Rodrigo Prieta     |     |
| 64    | MED   | Diego Mejía        |     |
| 72    | MED   | Segundo Castillo   |     |
| 70    | MED   | Jesús Javier Gómez | 81' |
| 55    | DEL   | Raúl Enríquez      |     |
| 46    | DEL   | Vinicio Angulo     | 74' |
| D. T. | D. T. | Carlos Bustos      |     |

| 21    | POR   | Jesús Gallardo          |     |
| 18    | DEF   | Luis Felipe Gallegos    |     |
| 4     | DEF   | Luis Padilla            |     |
| 3     | DEF   | Daniel Cervantes        |     |
| 12    | DEF   | Carlos Ramos            |     |
| 23    | MED   | Joaquín Martínez        |     |
| 15    | MED   | Jorge Sánchez           |     |
| 7     | MED   | Michel García           | 84' |
| 8     | MED   | Luis Ernesto Pérez      |     |
| 19    | DEL   | Luis Gorocito           | 77' |
| 9     | DEL   | Roger Rojas             | 72' |
| D. T. | D. T. | Miguel de Jesús Fuentes |     |

| 68 | Delantero | Christian López | 74' |
| 56 | Defensa   | Guillermo Rojas | 81' |

| 11 | Centrocampista | Jesús Isijara      | 72' |
| 10 | Delantero      | Víctor Hugo Lojero | 77' |
| 2  | Defensa        | Abraham Riestra    | 84' |

| 40' · | Raúl Enríquez | 1:0 |

| 55' · | Roger Rojas | 1:1 |

| 30' · | Segundo Castillo |

| 39' · 76' | Daniel Cervantes Luis Felipe Gallegos |

| Principal  | Fernando Hernández Gómez       |
| Asistentes | Jose de Jesus Baños Caballero  |
|            | Jorge Gerardo Dávila Cervantes |
| Cuarto     | Jonathan Hernández Juárez      |

|                    |     |     |
| Tiros              | 9   | 3   |
| Tiros a puerta     | 5   | 0   |
| Faltas             | 19  | 18  |
| Saques de esquina  | 13  | 6   |
| Penaltis           | 0   | 0   |
| Fueras de juego    | 1   | 0   |
| Posesión del balón | 64% | 36% |

| Alineación inicial |

| 52    | POR   | Alfredo Frausto    |     |
| 44    | DEF   | Alejandro Molina   |     |
| 43    | DEF   | Jonathan Lacerda   |     |
| 69    | DEF   | Uriel Álvarez      |     |
| 57    | DEF   | Heriberto Pinto    |     |
| 58    | MED   | Rodrigo Prieta     |     |
| 64    | MED   | Diego Mejía        |     |
| 72    | MED   | Segundo Castillo   |     |
| 70    | MED   | Jesús Javier Gómez | 81' |
| 55    | DEL   | Raúl Enríquez      |     |
| 46    | DEL   | Vinicio Angulo     | 74' |
| D. T. | D. T. | Carlos Bustos      |     |

| 21    | POR   | Jesús Gallardo          |     |
| 18    | DEF   | Luis Felipe Gallegos    |     |
| 4     | DEF   | Luis Padilla            |     |
| 3     | DEF   | Daniel Cervantes        |     |
| 12    | DEF   | Carlos Ramos            |     |
| 23    | MED   | Joaquín Martínez        |     |
| 15    | MED   | Jorge Sánchez           |     |
| 7     | MED   | Michel García           | 84' |
| 8     | MED   | Luis Ernesto Pérez      |     |
| 19    | DEL   | Luis Gorocito           | 77' |
| 9     | DEL   | Roger Rojas             | 72' |
| D. T. | D. T. | Miguel de Jesús Fuentes |     |

| 68 | Delantero | Christian López | 74' |
| 56 | Defensa   | Guillermo Rojas | 81' |

| 11 | Centrocampista | Jesús Isijara      | 72' |
| 10 | Delantero      | Víctor Hugo Lojero | 77' |
| 2  | Defensa        | Abraham Riestra    | 84' |

| 40' · | Raúl Enríquez | 1:0 |

| 55' · | Roger Rojas | 1:1 |

| 30' · | Segundo Castillo |

| 39' · 76' | Daniel Cervantes Luis Felipe Gallegos |

| Principal  | Fernando Hernández Gómez       |
| Asistentes | Jose de Jesus Baños Caballero  |
|            | Jorge Gerardo Dávila Cervantes |
| Cuarto     | Jonathan Hernández Juárez      |

|                    |     |     |
| Tiros              | 9   | 3   |
| Tiros a puerta     | 5   | 0   |
| Faltas             | 19  | 18  |
| Saques de esquina  | 13  | 6   |
| Penaltis           | 0   | 0   |
| Fueras de juego    | 1   | 0   |
| Posesión del balón | 64% | 36% |

| Alineación inicial |

| 52    | POR   | Alfredo Frausto    |     |
| 44    | DEF   | Alejandro Molina   |     |
| 43    | DEF   | Jonathan Lacerda   |     |
| 69    | DEF   | Uriel Álvarez      |     |
| 57    | DEF   | Heriberto Pinto    |     |
| 58    | MED   | Rodrigo Prieta     |     |
| 64    | MED   | Diego Mejía        |     |
| 72    | MED   | Segundo Castillo   |     |
| 70    | MED   | Jesús Javier Gómez | 81' |
| 55    | DEL   | Raúl Enríquez      |     |
| 46    | DEL   | Vinicio Angulo     | 74' |
| D. T. | D. T. | Carlos Bustos      |     |

| 21    | POR   | Jesús Gallardo          |     |
| 18    | DEF   | Luis Felipe Gallegos    |     |
| 4     | DEF   | Luis Padilla            |     |
| 3     | DEF   | Daniel Cervantes        |     |
| 12    | DEF   | Carlos Ramos            |     |
| 23    | MED   | Joaquín Martínez        |     |
| 15    | MED   | Jorge Sánchez           |     |
| 7     | MED   | Michel García           | 84' |
| 8     | MED   | Luis Ernesto Pérez      |     |
| 19    | DEL   | Luis Gorocito           | 77' |
| 9     | DEL   | Roger Rojas             | 72' |
| D. T. | D. T. | Miguel de Jesús Fuentes |     |

| 68 | Delantero | Christian López | 74' |
| 56 | Defensa   | Guillermo Rojas | 81' |

| 11 | Centrocampista | Jesús Isijara      | 72' |
| 10 | Delantero      | Víctor Hugo Lojero | 77' |
| 2  | Defensa        | Abraham Riestra    | 84' |

| 40' · | Raúl Enríquez | 1:0 |

| 55' · | Roger Rojas | 1:1 |

| 30' · | Segundo Castillo |

| 39' · 76' | Daniel Cervantes Luis Felipe Gallegos |

| Principal  | Fernando Hernández Gómez       |
| Asistentes | Jose de Jesus Baños Caballero  |
|            | Jorge Gerardo Dávila Cervantes |
| Cuarto     | Jonathan Hernández Juárez      |

|                    |     |     |
| Tiros              | 9   | 3   |
| Tiros a puerta     | 5   | 0   |
| Faltas             | 19  | 18  |
| Saques de esquina  | 13  | 6   |
| Penaltis           | 0   | 0   |
| Fueras de juego    | 1   | 0   |
| Posesión del balón | 64% | 36% |

| Alineación inicial |

#### Final - Vuelta
| 21    | POR   | Jesús Gallardo          |     |
| 12    | DEF   | Carlos Ramos            | 60' |
| 4     | DEF   | Luis Padilla            |     |
| 3     | DEF   | Daniel Cervantes        |     |
| 23    | MED   | Joaquín Martínez        |     |
| 7     | MED   | Michel García           |     |
| 15    | MED   | Jorge Sánchez           | 79' |
| 18    | MED   | Luis Felipe Gallegos    |     |
| 11    | MED   | Jesús Isijara           |     |
| 10    | DEL   | Víctor Hugo Lojero      |     |
| 9     | DEL   | Roger Rojas             | 51' |
| D. T. | D. T. | Miguel de Jesús Fuentes |     |

| 52    | POR   | Alfredo Frausto    |     |
| 44    | DEF   | Alejandro Molina   |     |
| 53    | DEF   | Joshua Abrego      |     |
| 69    | DEF   | Uriel Álvarez      |     |
| 43    | DEF   | Jonathan Lacerda   |     |
| 57    | MED   | Heriberto Pinto    |     |
| 64    | MED   | Diego Mejía        |     |
| 72    | MED   | Segundo Castillo   |     |
| 58    | DEL   | Rodrigo Prieto     | 88' |
| 55    | DEL   | Raúl Enríquez      |     |
| 70    | DEL   | Jesús Javier Gómez | 70' |
| D. T. | D. T. | Carlos Bustos      |     |

| 30 | Centrocampista | Carlos Hurtado     | 51' |
| 8  | Centrocampista | Luis Ernesto Pérez | 60' |
| 19 | Delantero      | Luis Gorocito      | 79' |

| 46 | Delantero | Vinicio Angulo | 70' |
| 48 | Defensa   | David Stringel | 88' |

| 77' · 81' | Raúl Enríquez | 0:1 0:2 |

| 50' | Daniel Cervantes |

| 12' · 21' · 73' · 79' | Diego Mejía Segundo Castillo Joshua Abrego Alejandro Molina |

| Principal  | Marco Antonio Ortiz Nava |
| Asistentes | José Ibrahim Martínez    |
|            | Michel Alejandro Morales |
| Cuarto     | Diego Montaño            |

|                    |     |     |
| Tiros              | 3   | 5   |
| Tiros a puerta     | 1   | 1   |
| Faltas             | 11  | 6   |
| Saques de esquina  | 1   | 2   |
| Penaltis           | 0   | 0   |
| Fueras de juego    | 0   | 0   |
| Posesión del balón | 45% | 55% |

| Alineación inicial |

| 21    | POR   | Jesús Gallardo          |     |
| 12    | DEF   | Carlos Ramos            | 60' |
| 4     | DEF   | Luis Padilla            |     |
| 3     | DEF   | Daniel Cervantes        |     |
| 23    | MED   | Joaquín Martínez        |     |
| 7     | MED   | Michel García           |     |
| 15    | MED   | Jorge Sánchez           | 79' |
| 18    | MED   | Luis Felipe Gallegos    |     |
| 11    | MED   | Jesús Isijara           |     |
| 10    | DEL   | Víctor Hugo Lojero      |     |
| 9     | DEL   | Roger Rojas             | 51' |
| D. T. | D. T. | Miguel de Jesús Fuentes |     |

| 52    | POR   | Alfredo Frausto    |     |
| 44    | DEF   | Alejandro Molina   |     |
| 53    | DEF   | Joshua Abrego      |     |
| 69    | DEF   | Uriel Álvarez      |     |
| 43    | DEF   | Jonathan Lacerda   |     |
| 57    | MED   | Heriberto Pinto    |     |
| 64    | MED   | Diego Mejía        |     |
| 72    | MED   | Segundo Castillo   |     |
| 58    | DEL   | Rodrigo Prieto     | 88' |
| 55    | DEL   | Raúl Enríquez      |     |
| 70    | DEL   | Jesús Javier Gómez | 70' |
| D. T. | D. T. | Carlos Bustos      |     |

| 30 | Centrocampista | Carlos Hurtado     | 51' |
| 8  | Centrocampista | Luis Ernesto Pérez | 60' |
| 19 | Delantero      | Luis Gorocito      | 79' |

| 46 | Delantero | Vinicio Angulo | 70' |
| 48 | Defensa   | David Stringel | 88' |

| 77' · 81' | Raúl Enríquez | 0:1 0:2 |

| 50' | Daniel Cervantes |

| 12' · 21' · 73' · 79' | Diego Mejía Segundo Castillo Joshua Abrego Alejandro Molina |

| Principal  | Marco Antonio Ortiz Nava |
| Asistentes | José Ibrahim Martínez    |
|            | Michel Alejandro Morales |
| Cuarto     | Diego Montaño            |

|                    |     |     |
| Tiros              | 3   | 5   |
| Tiros a puerta     | 1   | 1   |
| Faltas             | 11  | 6   |
| Saques de esquina  | 1   | 2   |
| Penaltis           | 0   | 0   |
| Fueras de juego    | 0   | 0   |
| Posesión del balón | 45% | 55% |

| Alineación inicial |

| 21    | POR   | Jesús Gallardo          |     |
| 12    | DEF   | Carlos Ramos            | 60' |
| 4     | DEF   | Luis Padilla            |     |
| 3     | DEF   | Daniel Cervantes        |     |
| 23    | MED   | Joaquín Martínez        |     |
| 7     | MED   | Michel García           |     |
| 15    | MED   | Jorge Sánchez           | 79' |
| 18    | MED   | Luis Felipe Gallegos    |     |
| 11    | MED   | Jesús Isijara           |     |
| 10    | DEL   | Víctor Hugo Lojero      |     |
| 9     | DEL   | Roger Rojas             | 51' |
| D. T. | D. T. | Miguel de Jesús Fuentes |     |

| 52    | POR   | Alfredo Frausto    |     |
| 44    | DEF   | Alejandro Molina   |     |
| 53    | DEF   | Joshua Abrego      |     |
| 69    | DEF   | Uriel Álvarez      |     |
| 43    | DEF   | Jonathan Lacerda   |     |
| 57    | MED   | Heriberto Pinto    |     |
| 64    | MED   | Diego Mejía        |     |
| 72    | MED   | Segundo Castillo   |     |
| 58    | DEL   | Rodrigo Prieto     | 88' |
| 55    | DEL   | Raúl Enríquez      |     |
| 70    | DEL   | Jesús Javier Gómez | 70' |
| D. T. | D. T. | Carlos Bustos      |     |

| 30 | Centrocampista | Carlos Hurtado     | 51' |
| 8  | Centrocampista | Luis Ernesto Pérez | 60' |
| 19 | Delantero      | Luis Gorocito      | 79' |

| 46 | Delantero | Vinicio Angulo | 70' |
| 48 | Defensa   | David Stringel | 88' |

| 77' · 81' | Raúl Enríquez | 0:1 0:2 |

| 50' | Daniel Cervantes |

| 12' · 21' · 73' · 79' | Diego Mejía Segundo Castillo Joshua Abrego Alejandro Molina |

| Principal  | Marco Antonio Ortiz Nava |
| Asistentes | José Ibrahim Martínez    |
|            | Michel Alejandro Morales |
| Cuarto     | Diego Montaño            |

|                    |     |     |
| Tiros              | 3   | 5   |
| Tiros a puerta     | 1   | 1   |
| Faltas             | 11  | 6   |
| Saques de esquina  | 1   | 2   |
| Penaltis           | 0   | 0   |
| Fueras de juego    | 0   | 0   |
| Posesión del balón | 45% | 55% |

| Alineación inicial |

| 21    | POR   | Jesús Gallardo          |     |
| 12    | DEF   | Carlos Ramos            | 60' |
| 4     | DEF   | Luis Padilla            |     |
| 3     | DEF   | Daniel Cervantes        |     |
| 23    | MED   | Joaquín Martínez        |     |
| 7     | MED   | Michel García           |     |
| 15    | MED   | Jorge Sánchez           | 79' |
| 18    | MED   | Luis Felipe Gallegos    |     |
| 11    | MED   | Jesús Isijara           |     |
| 10    | DEL   | Víctor Hugo Lojero      |     |
| 9     | DEL   | Roger Rojas             | 51' |
| D. T. | D. T. | Miguel de Jesús Fuentes |     |

| 52    | POR   | Alfredo Frausto    |     |
| 44    | DEF   | Alejandro Molina   |     |
| 53    | DEF   | Joshua Abrego      |     |
| 69    | DEF   | Uriel Álvarez      |     |
| 43    | DEF   | Jonathan Lacerda   |     |
| 57    | MED   | Heriberto Pinto    |     |
| 64    | MED   | Diego Mejía        |     |
| 72    | MED   | Segundo Castillo   |     |
| 58    | DEL   | Rodrigo Prieto     | 88' |
| 55    | DEL   | Raúl Enríquez      |     |
| 70    | DEL   | Jesús Javier Gómez | 70' |
| D. T. | D. T. | Carlos Bustos      |     |

| 30 | Centrocampista | Carlos Hurtado     | 51' |
| 8  | Centrocampista | Luis Ernesto Pérez | 60' |
| 19 | Delantero      | Luis Gorocito      | 79' |

| 46 | Delantero | Vinicio Angulo | 70' |
| 48 | Defensa   | David Stringel | 88' |

| 77' · 81' | Raúl Enríquez | 0:1 0:2 |

| 50' | Daniel Cervantes |

| 12' · 21' · 73' · 79' | Diego Mejía Segundo Castillo Joshua Abrego Alejandro Molina |

| Principal  | Marco Antonio Ortiz Nava |
| Asistentes | José Ibrahim Martínez    |
|            | Michel Alejandro Morales |
| Cuarto     | Diego Montaño            |

|                    |     |     |
| Tiros              | 3   | 5   |
| Tiros a puerta     | 1   | 1   |
| Faltas             | 11  | 6   |
| Saques de esquina  | 1   | 2   |
| Penaltis           | 0   | 0   |
| Fueras de juego    | 0   | 0   |
| Posesión del balón | 45% | 55% |

| Alineación inicial |

| Campeón de Ascenso 2014-15     |
| ------------------------------ |
|                                |
| Dorados                        |
| 2° Título                      |
| Asciende a la Liga Bancomer MX |

## Estadísticas

### Goleadores
| Jugador       | Equipo             | Goles |
| ------------- | ------------------ | ----- |
| Raúl Enríquez | Dorados de Sinaloa | 3     |
| Roger Rojas   | Necaxa             | 1     |